# Fracție unitară
O fracție unitară este un număr rațional scris ca fracție ordinară unde numărătorul este unu iar numitorul este un număr întreg. O fracție unitară este, prin urmare, inversa⁠(d) unui număr întreg pozitiv, 1/n. Exemple: 1/1, 1/2, 1/3, 1/4, 1/5 etc.

## Aritmetică

### Aritmetică elementară
Înmulțirea oricăror două fracții unitare are ca rezultat o altă fracție unitară:
{\displaystyle {\frac {1}{x}}\times {\frac {1}{y}}={\frac {1}{xy}}.}
Însă la adunarea, scăderea sau împărțirea a două fracții unitare în general rezultatul nu este o fracție unitară:
{\displaystyle {\frac {1}{x}}+{\frac {1}{y}}={\frac {x+y}{xy}},}
{\displaystyle {\frac {1}{x}}-{\frac {1}{y}}={\frac {y-x}{xy}},}
{\displaystyle {\frac {1}{x}}:{\frac {1}{y}}={\frac {y}{x}}.}

### Aritmetică modulară
În aritmetica modulară⁠(d) adesea fracțiile unitare pot fi convertite în numere întregi echivalente folosind un calcul bazat pe cel mai mare divizor comun. La rândul său, în aritmetică modulară această conversie poate fi folosită pentru a simplifica operațiile de împărțire, transformându-le în operații de înmulțire echivalente. Mai exact, se ia în considerare problema împărțirii la o valoare {\displaystyle x} modulo {\displaystyle y}. Pentru ca această împărțire să fie bine definită, {\displaystyle x} și {\displaystyle y} trebuie să fie numere prime între ele. Atunci când sunt, algoritmul lui Euclid extins⁠(d) pentru cel mai mare divizor comun poate fi folosit pentru a găsi numere întregi {\displaystyle a} și {\displaystyle b} astfel încât identitatea lui Bézout să fie satisfăcută:
{\displaystyle \displaystyle ax+by=\operatorname {cmmdc} (x,y)=1.}
În aritmetica modulo-y, termenul by poate fi eliminat deoarece este zero modulo y. Aceasta dă
{\displaystyle \displaystyle ax\equiv 1{\pmod {y}},}
adică a este inversul modular al lui x. Echivalent,
{\displaystyle a\equiv {\frac {1}{x}}{\pmod {y}}.}
Astfel, împărțirea cu x (modulo y) poate fi efectuată prin înmulțirea cu întregul a.

## Combinări

### Sume finite
Orice număr rațional pozitiv poate fi scris ca sumă de fracții unitare în mai multe moduri. De exemplu:
{\displaystyle {\frac {4}{5}}={\frac {1}{2}}+{\frac {1}{4}}+{\frac {1}{20}}={\frac {1}{3}}+{\frac {1}{5}}+{\frac {1}{6}}+{\frac {1}{10}}.}
Civilizațiile egiptene antice foloseau sume de fracții unitare distincte în notația lor pentru numerele raționale în general, astfel încât astfel de sume sunt adesea numite fracții egiptene⁠(d). Există și astăzi interes pentru a analiza metodele folosite de antici pentru a alege dintre reprezentările posibile pentru un număr fracționar și pentru a calcula cu astfel de reprezentări. De asemenea, subiectul fracțiilor egiptene prezintă interes în teoria numerelor modernă; de exemplu, problema Erdős–Graham și conjectura Erdős–Straus⁠(d) se referă la sume de fracții unitare, la fel ca și definiția numerelor Ore.
În teoria geometrică a grupurilor, grupurile triunghiurilor⁠(d) sunt clasificate în cazuri euclidiene, sferice și hiperbolice, în funcție de faptul că o sumă asociată de fracții unitare este egală cu unu, mai mare decât unu, respectiv mai mică decât unu.

### Serii infinite
Multe serii infinite cunoscute au termeni care sunt fracții unitare. Exemple:
- Seria armonică⁠(d), suma tuturor fracțiilor unitare pozitive. Această sumă diverge, iar sumele ei parțiale: {\displaystyle {\frac {1}{1}}+{\frac {1}{2}}+{\frac {1}{3}}+\cdots +{\frac {1}{n}}} aproximează îndeaproape logaritmul natural al lui n > plus constanta Euler–Mascheroni. Schimbarea alternativă a adunărilor cu scăderi produce seria armonică alternantă, a cărei sumă este logaritmul natural de 2:

{\displaystyle \sum _{n=1}^{\infty }{\frac {(-1)^{n+1}}{n}}=1-{\frac {1}{2}}+{\frac {1}{3}}-{\frac {1}{4}}+{\frac {1}{5}}-\cdots =\ln 2.}
- Formula lui Leibniz pentru π este:

{\displaystyle 1-{\frac {1}{3}}+{\frac {1}{5}}-{\frac {1}{7}}+{\frac {1}{9}}-\cdots ={\frac {\pi }{4}}.}
- Problema Basel⁠(d) se referă la suma pătratelor fracțiilor unitare:

{\displaystyle 1+{\frac {1}{4}}+{\frac {1}{9}}+{\frac {1}{16}}+\cdots ={\frac {\pi ^{2}}{6}}.}
Similar, constanta lui Apéry este un număr irațional, suma cuburilor fracțiilor unitare.
- Seria geometrică binară este:

{\displaystyle 1+{\frac {1}{2}}+{\frac {1}{4}}+{\frac {1}{8}}+{\frac {1}{16}}+\cdots =2.}

### Matrici
Matricea Hilbert este matricea cu elementele
{\displaystyle B_{i,j}={\frac {1}{i+j-1}}.}
Are proprietatea neobișnuită că toate elementele din matricea inversă sunt numere întregi. Similar, în 2001 Richardson a definit o matrice cu elementele
{\displaystyle C_{i,j}={\frac {1}{F_{i+j-1}}},}
unde Fi este al i-lea număr Fibonacci. El a denumit aceastp matrice „matricea Filbert” și ea are aceeași proprietate de a avea termeni întregi.

## Aplicații

### În probabilități și statistică
Într-o distribuție uniformă într-un spațiu discret, toate probabilitățile sunt fracții unitare egale. Datorită principiului indiferenței, probabilitățile de această formă apar frecvent în calculele statistice. În plus, legea lui Zipf afirmă că, pentru multe fenomene observate care implică selecția elementelor dintr-o succesiune ordonată, probabilitatea ca al n-lea element să fie selectat este proporțională cu fracția unitară 1/n.

### În fizică
Nivelurile de energie ale fotonilor care pot fi absorbiți sau emiși de un atom de hidrogen sunt, conform formulei lui Rydberg, proporționale cu diferențele dintre două fracții unitare. O explicație pentru acest fenomen este oferită de modelul lui Bohr, conform căruia nivelurile de energie ale orbitalilor electronilor dintr-un atom de hidrogen sunt invers proporționale cu pătratele fracțiilor unitare, iar energia unui foton este cuantificată la diferența dintre două niveluri.
Arthur Eddington a susținut că constanta structurii fine a fost o fracție unitară, mai întâi 1/136 apoi 1/137. Această afirmație a fost infirmată, având în vedere că estimările actuale ale constantei structurii fine sunt (cu 6 cifre semnificative) 1/137036.